# Unzenberg
Unzenberg là một đô thị thuộc huyện Rhein-Hunsrück bang Rheinland-Pfalz, phía tây nước Đức. Đô thị Unzenberg có diện tích 5,5 km², dân số thời điểm ngày 31 tháng 12 năm 2006 là 446 người.